# خوان فانينج
خوان فانينج (بالإسبانية: Juan Fanning García)‏ هو عسكري بيروفي، ولد في 3 أبريل 1824 في Lambayeque, Peru ‏ في بيرو، وتوفي في 16 يناير 1881.